# Olora
Olora is een bestuurslaag in het regentschap Gunungsitoli van de provincie Noord-Sumatra, Indonesië. Olora telt 1790 inwoners (volkstelling 2010).